# Malchor
Malchor je hora v Moravskoslezských Beskydech, 4 km severovýchodně od Ostravice a 1 km severně od Lysé hory, jejímž je vedlejším vrcholem. Dále na sever se rozsocha Malchoru větví na Kykulku a Šebestýnu. Vrchol je u geodetického bodu v hustém lese mimo cestu. Západní svahy Malchoru zaujímá přírodní rezervace Malenovický kotel.

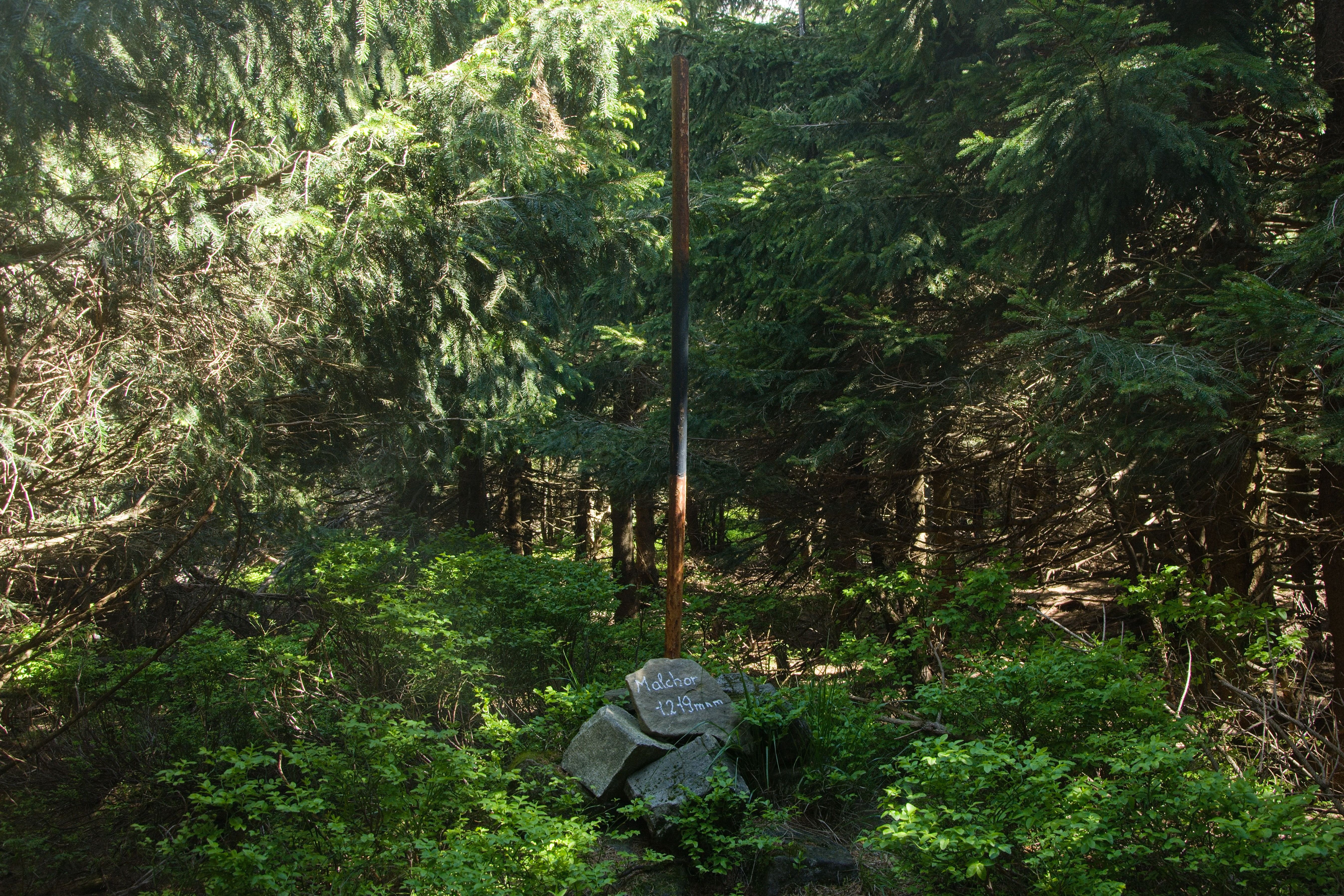
Vrchol Malchoru

## Přístup
V sedle mezi Malchorem a Lysou horou je rozcestí modré a žluté turistické značky. Modrá značka obchází vrchol ze západu a žlutá z východu a na vrchol nevede ani žádná neznačená cesta nebo pěšina. Nejsnazší přístup je po žluté značce, z jejíhož nejvyššího místa je vrchol asi 50 m západně volným terénem.

## Okolí
V sedle mezi Malchorem a Kykulkou, asi 1,5 km severozápadně od vrcholu, se nachází mohyla Ivančena na památku popravených skautů.